# Селезахисна гребля Улькен-Алмати
Селезахисна гребля Улькен-Алмати – селезахисна споруда на півдні Казахстану.
Селеві явища є типовими для північних схилів Заілійського Алатау, тому тут споруджено цілий ряд захисних споруд, однією з яких є споруджена  в 1976 – 1980 роках гребля на річці Улькен-Алмати (Велика Алматинка). Гребля, що має висоту 40 метрів, довжину 422 та ширину по основі до 200 метрів, складається з кількох секцій – центральної залізобетонної довжиною 140 метрів та бічних насипних довжиною 282 метра. Бетонна секція не є монолітною, а складається із кількох рядів відкритих зверху комірок різної висоти (чим далі від селесховища тим нижче), що мають затримувати каміння, яке несе з собою сель. Під час будівництва використали 85 тис м3 залізобетону та відсипали 1 млн м3 валунно-галькової породи.
За проектом гребля має затримати до 8,2 млн м3 селевої маси.
Дорога у верхів’я Улькен-Алмати проходить через тунель, споруджений в лівобережній частині греблі.
27 червня 1988-го споруда витримала сель об’ємом 1 млн м3 із максимальною витратою у 1 тис м3/с.
6 червня 2006-го на річці Кумбель унаслідок випаду опадів сформувався сель, який після виходу в русло Улькен-Алмати досягнув показника у 800 м3/с. Втім, під час проходження по руслу сель втратив свою потужність та підійшов до греблі з показником лише 30 м3/с. Хоча потоком було зруйновано кілька мостів та завдано пошкоджень будівлям, проте вдалось уникнути жертв, а весь об’єм селя у підсмуку був акумульований в сховищі греблі.
Нижче по течії Улькен-Алмати знаходиться створене в 1971-му з колишнього кар’єру водосховище Сайран, яке виконує функцію додаткового перехоплювача селів – в загрозливі періоди Сайран можуть не заповнювати. З іншого боку, за п’ять кілометрів вище по течії у 2020-х узялись за спорудження ще однієї селезахисної греблі Аюсай.